# Dołżyca (Lesko)
Pour les articles homonymes, voir Dołżyca.
Dołżyca est une localité polonaise de la gmina de Cisna, située dans le powiat de Lesko en voïvodie des Basses-Carpates.